# Serigrafie

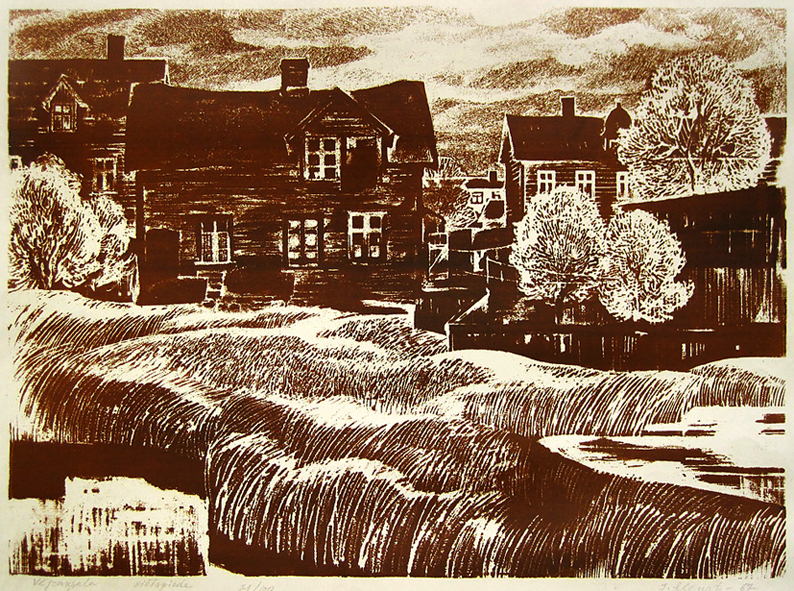

Serigrafia este un procedeu de imprimare pe suprafețe netede care constă în aplicarea pe materialul pe care se imprimă a unui strat de cerneală printr-un șablon cu decupări acoperite cu o sită fină. Imaginea realizată prin imprimarea serigrafică este formată dintr-un număr de puncte care este dat de numărul de ochiuri al sitei din care se realizează masca.
Imprimarea se poate face pe materiale textile (tricouri, geci, sepci etc.) sau pe materiale solide (autocolant, agende, calendare, cărți de vizită etc.)

## Istoric
Primele apariții ale procedeului au apărut în China antică aprox. 3000 de ani, dar de curând s-au descoperit materiale textile imprimate de peste 4000 ani. Tehnologia de imprimare implică o multitudine de operațiuni, începând de la pregătirea sitei serigrafice, prepararea cernelurilor, pregătirea suportului, până la reglarea temperaturii de uscare (în cazul materialului textil). Sitele serigrafice pot fi de la 30 de ochiuri pe cm pătrat până la 185-200. Cele mai rare se folosesc pe material textil, iar cele cu densitate mai mare se folosesc pe material solid.
Șablonul - începuturile serigrafiei.
Originea serigrafiei o găsim în istoria șablonului care reprezintă o bucată de hârtie sau metal la care se decupează anumite zone sau regiuni pentru a putea obține o formă sau un simbol. Istoricii cred că oamenii primitivi acum 40mii - 60mii ani foloseau palmele pentru semnăturile lor. Folosirea șabloanelor apare mai târziu la unele personalități istorice importante care-și puneau semnăturile pe documente speciale. Acest procedeu a fost utilizat de împărații romani, apoi de Carol în Franța. Șablonul se făcea din aur, fildeș, cupru. În mănăstiri de curând litere majuscule în manuscrise de pergamin se utilizează de asemenea șabloane. Primele șabloane au fost confecționate din papirus.